# 경덕로
경덕로(Gyeongdeok-ro)는 대한민국의 경상북도 경주시 내남면 중심부를 연결하는 도로이다.

## 노선 경로
- 삼거리 명칭 미상 - 화계로
- 교량 명칭 미상 - 경부고속선 통과
- 부지교 (화곡천)
- 교량 명칭 미상 - 경부고속도로 통과
- 용장교 (화곡천)
- 네거리 명칭 미상 - 반구대로 (국도 제35호선)
- 인천교 (형산강)
- 삼거리 명칭 미상 - 포석로

## 주요 건물 및 시설
- 내남초등학교 - 경상북도 경주시 내남면 경덕로 286

## 같이 보기
- 경덕왕